# VDA 6.5

VDA(ドイツ自動車工業会)のロゴ

VDA 6.5とは自動車業界における製品監査の手引書の一つである。製品監査は部品供給サプライヤーなどに求められる自主監査の一つで、オリジナルのドイツ語ではProduktaudit、英語訳ではProduct audit と呼ばれる。VDA 6.5はドイツ自動車工業会(VDA: Verband der Automibilindustrie)が作成した手引書で、ドイツ系のOEM(完成車メーカー)を中心にこのVDA 6.5に基づく監査の実施をサプライヤーに求めている。
なお、VDA 6.5はVDA 6の第5番目の分冊という意味で、VDA 6は7つの分冊からなる各種の監査の手引書・基準書のセットである。

## 製品監査
製品監査そのものはIATF16949:2016 9.2.2.4でそれを実施することが求められている。これは製品が要求仕様に合致していることを確認する監査であり，典型的には寸法に関する要求仕様、機能に関する要求仕様および材料に関する要求仕様が含まれ得るし、梱包やラベルに対する要求事項も含まれてよい。 なお、製品とは、IATF16949:2016の定義によれば製造プロセスから出てくる製造物を指す。つまり、製品監査の対象は完成品とは限らず、半完成品も監査の対象となり得る。
IATF16949:2016では、製品監査は客先の要求の通り実施すること、としてあるだけである。その製品監査の具体的な実施要項をまとめたものの一つがVDA 6.5となる。どのような製品監査を自身のサプライヤーに求めるかはOEM自身の判断による。ただし、製品監査を強く求めるのは主にドイツ系のOEMで、ドイツ系のOEMが製品監査をもとめるなら間違いなくVDA 6.5に準拠した製品監査を求める。例えば、フォルクスワーゲングループは、それぞれの量産製品に対して12か月ごとの製品監査をVDA6.5に基づいで実施することをサプライヤーに求めている。
逆に、具体的な実施要項を提示していないOEMもある。例えばフォードは、製品監査に対し特別の要求事項はない、と明記している。このような場合、IATF16949:2016はサプライヤー自身で製品監査をどのように行うのか定めることとしている 。
IATF16949:2016は、製品監査のほかに定期的な全寸法検査(layout inspection)と機能試験/検証(functional testing)の実施を求めている。これは製品監査とは別のものである 。例えば、フォルクスワーゲングループでは全寸法検査と機能試験/検証を合わせて製品再認定(Re-qualification)と名付け、3年かそれより多い頻度での実施を求めている。典型的には最初に製品が承認された時(例えば、PPAPやPPFの時)に行った試験や寸法測定を繰り返して行うものである。

## VDA 6.5の内容
VDA 6.5は11の章から成る。各章の内容は以下のとおりである。

### 1章 前書き
2019年12月現在で有効な第2版(2008年版)に対する前書きである。まず、1998年4月に発行された初版に対して、以下の3点が改訂の主眼であることを述べる。
- ISO/TS 16949[14]において、製品監査と製品再認定の違いが適用者の判断に任されている現状を踏まえ、VDA 6.5では両者を明確に区別した。
- ISO 19011[15]に準拠するように改めた。
- 初版にあった具体例の提示はやめ、各社の独自性を発揮できるようにした。

また、同時に製品監査とは品質を確認すること(品質検査)ではなく、要求仕様に合致していることを証明するものであることが述べられている。
現代において自動車は大変複雑な製品であり、エンドユーザーの理解の範囲を超えている。そのため、完成車メーカーおよび部品サプライヤーは自身の責任において自社の製品の要求特性を定め、それを量産工程で再現することが望まれていることを強調する。

### 2章 目的および適用範囲
製品監査は以下の目的のために役に立つものであることを述べている。
- 独立した製品評価のマネジメントツールであること。
- 製品その物や製品の特性の欠陥に起因する、責任を負うべき事象を避ける保証となること。

次に、製品監査の対象は以下のような物が含まれ得ることを例示している。
- 生産工程のある部分にから次工程に引き渡される中間製品または完成品
- 個々の構成部品
- 組み立てられたユニット部品[16]
- 自動車

また、以下に例示されているようには製品監査を適用しないこととしている。
- 量産工程における検査の繰り返しを行う
- プロセスそのもの管理のために行う
- 品質マネジメントシステムか機能しているかどうかを示すために行う。

さらに、製品監査と工程内検査、製品再認定の違いを以下のような表にまとめている。
|                | 製品監査 ISO/TS 16494ないしVDA 6.1 | 工程内検査 例えば、プロセスパラメータの監視、SPC、引っ張り試験、トルクチェックなど | 製品再認定 ISO/TS 16494 8.2.4.1節の要求事項                              |
| -------------- | --- | ---------------------------------------------------------------------------------- | ------------------------------------------------------------------------ |
| 目的           | 製品監査の目的は以下のようなものであり得る: - 改善策の可能性を特定すること - 完成品に対して社内・社外の「顧客のつもりになること」 - 顧客の重要事項を考慮すること(例えば、市場からフィードバック情報が反映されている) - 信頼性の要求事項が満たされていることを示すもの - 製品単体での製品特性の働きについて示すもの(機能試験) - コントロールプランに記載されていない特性について示すもの - 顧客の満足度に影響があり得る製品の特性について示すもの - 製造ラインにおいては代替特性で確認している項目について示すもの - 梱包やラベルについて示すもの | プロセスコントロール                                                               | 顧客の要求事項に合致していることを示すもの                               |
| 実施頻度       | 内部監査プログラムおよび特別の機会に応じて | - コントロールプランによる - 受領した製造指示による                                | - コントロールプランによる - 定期的に繰り返される/一般に長いスパンである |
| 記録および評価 | 試験/検査結果 監査報告書 マネジメントレビューの一部 | コントロールプランの定めるところによる                                             | コントロールプランの定めるところによる 製品再認定に関する書類            |
| 検査の性格     | 顧客の要求事項を網羅する社内基準に対する製品の評価 | 顧客との契約の一部                                                                 | 顧客との契約の一部                                                       |

### 3章 製品監査の過程
この章では、製品監査の大きな流れを示している。つまり、監査プログラム(4章)、監査計画(5章)、製品監査の実施(6章)、報告(7章)、是正措置(8章)という流れをフローチャートで図示している。

### 4章 監査プログラム
監査プログラムに関して以下の5つの活動があるとし、監査プログラムの作成や運用に対する要求事項が記載されている。
1. インプット
顧客や法規上の要求事項、監査対象製品の情報、監査のために必要な設備・人員(リソース)の情報、等
2. 監査の目的の設定とプログラムの作成
監査対象製品の設定やリソースの割り当て、プログラムの承認など
3. プログラムの実施
リソースの準備、監査の実施・記録、監査結果の評価とフォローアップ
4. 監査プログラムのモニター
製品監査自体の結果とプログラムの達成状況の確認
5. 目標及び監査の前提条件と監査プログラムの適合の確認
顧客や法規上の要求事項と監査の内容が合致していたかどうか、等。この確認結果は次回の監査プログラムのインプットの一部となる。

### 5章 監査計画
監査プログラムとしてまとめられた個々の監査の、それぞれの具体的な実施方法を定めるステップである。VDA 6.5では、監査計画な内容として以下の項目を挙げている。
- 監査対象となる特性
- 監査(測定や試験)に必要な機器、基準サンプル
- 監査対象の製品のサンプル数
- 監査対象サンプル品の扱い方

これらの項目について具体的を定める際の注意事項や要求事項、参照するべき書類や資料が記載されている。

### 6章 製品監査の実施
監査計画で定めたとおりに測定や試験を行うことになるが、VDA 6.5は以下のような手順を提示している。
1. 監査を実施することについて関係者への連絡
2. 監査対象製品のサンプルの入手
3. 製造ロットの記録
4. 測定・試験の実施
5. 結果の記録

### 7章 報告
まず監査の結果はレポートとして記録するべきことが述べられている。このレポートはしかるべきメンバーに配布し、保管されなけれはならない。
また、単に合否だけでなく、レポートに記載されるべき他の項目も記載されている。特に監査において期待される結果が得られなかった場合にレポートに記載されるべき項目がいくつか挙げられている。

### 8章 是正措置
もし監査によって要求事項に対する不適合が見つかった場合、必要な是正措置を取らなければならないとする。是正措置とは不適合が起きた原因を無くすことであるが、もし不適合の度合いが重大である場合には、直ちに生産中の製品の出荷を止めるなどの措置を取らなければならないと規定している。
この不適合に関する知見は類似製品や新規製品にも適用される。また、得られた知見はレッスンズ・ラーンドやフロント・ローディングとして生かされなければならない。

### 9章 監査計画者と監査実施者の適性
監査計画を作成したり、監査(測定や試験)を行う者は誰でもいいというわけではない。この章では、監査計画者と監査実施者に求められる資質、能力について記載されている。

#### 監査計画者
監査プログラムをもとに統一のとれた実際的な個々の監査計画を作成することが求められる。監査対象の製品に対する知識と、その製品に対する客先の要求事項に対する知識をもち、必要な研修を受けなければならない。

#### 監査実施者
測定や検査の技量や、対象製品や製造プロセスについて知っていること、統計や品質管理についての知識などが必要な資質の例として挙げられている。そしてこれらの資質・技量は研修の終了証などで確認されうるようになっていなけれはならないとしている。

### 10章 参考文献
ISO 9000:2005、ISO 9001:2000、VDA 6.1、ISO/TS16949:2002、ISO 19011が参考文献として挙げられている。

### 11章 用語及び定義
8ケの用語があげられている。ほとんどはISO 9000ないしISO 19011における定義を確認するだけのものである。ただし、CoP(Complience of Product:製品の法的要求事項への適合)というのはVDA特有の用語。VDA以外ではCOPと書いて、Customer Oriented Process(顧客志向プロセス:客先と直接つながりのあるプロセス)の略号として使われることが多い。